# Tatmittel
Tatmittel ist ein strafrechtlicher Gesetzesbegriff des § 74 Abs. 1 StGB, der Gegenstände (Werkzeuge und Instrumente im nicht-technischen Sinne) erfasst, die der Täter zur Begehung oder Vorbereitung der Tat gebraucht hat oder die dafür bestimmt waren.
Rechtsprechung und Schrifttum verknüpfen den Begriff mit der Zweckrichtung der Tat, ein Übel zuzufügen. Tatmittel müssen deshalb „notwendige Gegenstände der Tat“ sein, nach der Absicht des Täters, eigentliches Mittel zur Verwirklichung eines Straftatbestandes. Allein die Vorschriftswidrigkeit der Nutzung von Gegenständen, etwa die Benutzung eines Kraftfahrzeuges ohne Führerschein, genügen dafür noch nicht, auch wenn sie im Zusammenhang mit der Tat stehen. Tatmittel ermöglichen oder erleichtern die Tatbegehung selbst.
Tatmittel können vom Zeitpunkt des Tatentschlusses bis zur Vollendung der Tat eingesetzt werden. Werden für Straftaten gefährliche Werkzeuge eingesetzt, ist der Straftatbestand mit höherer Strafandrohung versehen (etwa gefährliche Körperverletzung: § 224 Abs. 1 StGB 224, gefährliche Eingriffe in den Bahn-, Schiffs- und Luftverkehr: § 315 StGB, Gefährlicher Eingriff in den Straßenverkehr: § 315b Abs. 1 StGB).
Kriminalistisch sind Tatmittel als Spurenträger bedeutsam. Damit kann eine Beweisführung für die Tat und Täterschaft begründet werden, etwa als Beweis dafür, dass ein Verdächtiger am Tatort zugegen war oder einen tatrelevanten Gegenstand berührt hat.

## Arten
Tatmittel können Gegenstände, Handlungen und Verhaltensweisen sein. Verhaltensweisen wie List oder Drohung sind nach herrschender Meinung Tatmittel (vgl. § 232 Abs. 4 StGB). Die Einziehung von Tatmitteln ist nach § 74 Abs. 1 StGB nur möglich, wenn sie zur Begehung oder Vorbereitung einer Tat gebraucht worden oder bestimmt gewesen sind, die den Gegenstand der Anklage bildet und vom Tatrichter festgestellt worden ist. Die Anordnung einer Einziehung von Tatmitteln gemäß § 74 Abs. 1 StGB hat den Charakter einer Nebenstrafe und stellt damit eine Strafzumessungsentscheidung dar.

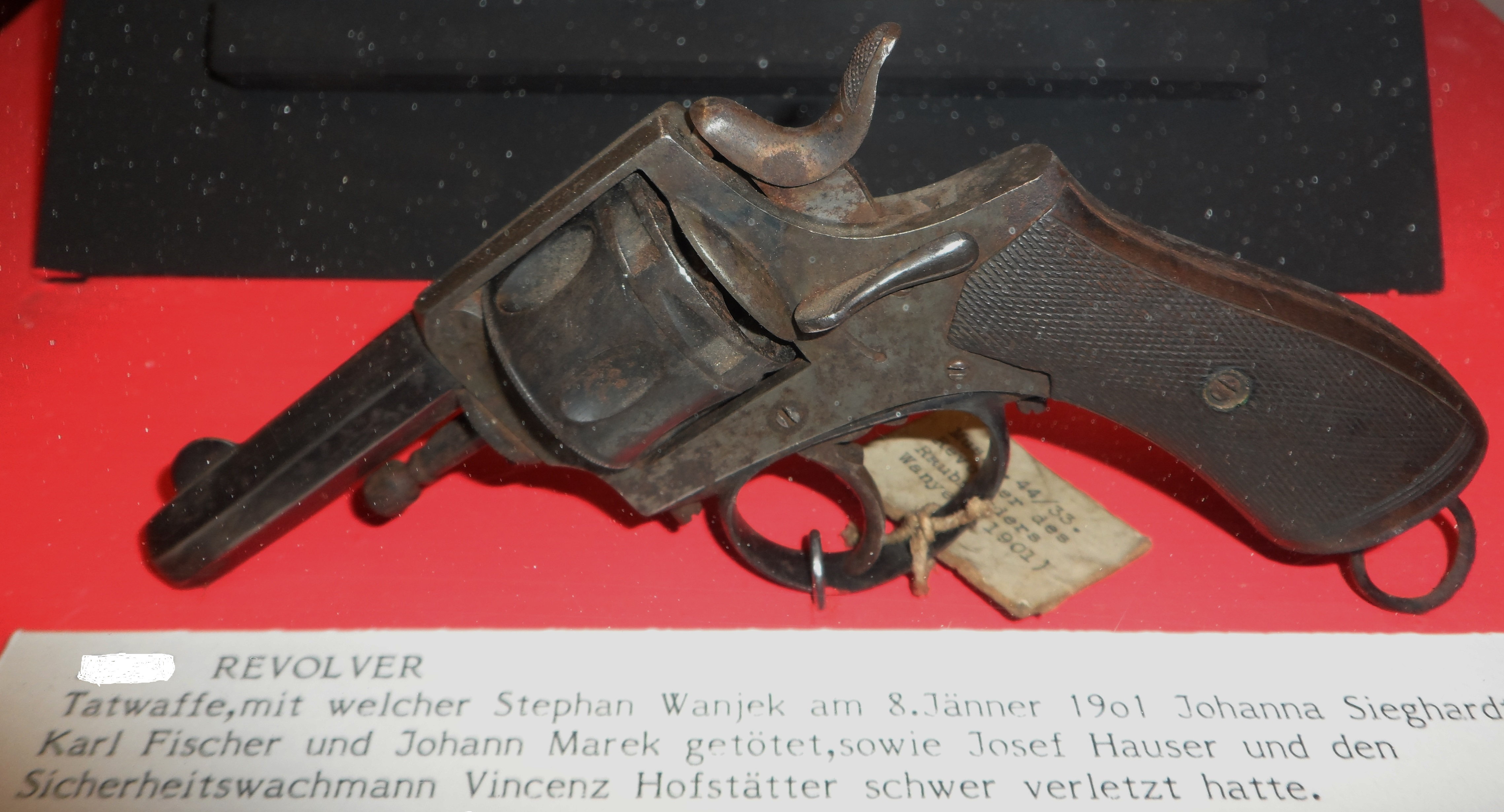
Tatwaffe eines Dreifachmordes aus dem Jahr 1901

Tatmittel können nicht nur gegenüber dem Tatopfer, sondern auch gegenüber Dritten angewandt werden, die schutzbereit sind oder unter deren Obhut sich das Tatopfer befindet.
Die meisten Straftatbestände erfordern die Benutzung von Sachen. Hierzu zählen die Bekleidung des Täters (Verkleidung, Gesichtsmasken, Handschuhe), erforderliche Transportmittel (auch Hubschrauber), Werkzeuge, Nachschlüssel, Fälschungsutensilien, Tatwaffen, Fesseln, Knebeln, Spreng- und Brandvorrichtungen. Auch Gebrauchsgegenstände wie Kommunikationsmittel (Erpresserbrief, Handy), Internet/Personal Computer (Computerkriminalität/Internetkriminalität: § 184b StGB, § 184c StGB, § 263 StGB, Urheberrechtsverletzungen: § 106 StGB) kommen in Betracht. Strafrechtlich ist ein gefährliches Werkzeug ein beweglicher Gegenstand, der durch menschliche Kraft zum Zwecke der Verletzung gegen den Körper in Bewegung gesetzt werden kann. Hierzu gehören auch Kraftfahrzeuge, wenn sich vorsätzlich zum Zwecke der Körperverletzung eingesetzt werden. Waffen sind gefährliche Werkzeuge (§ 224 Abs. 1 Nr. 2 StGB).
Tatmittel sind wichtige Beweismittel. Zur Sicherstellung können die Strafverfolgungsbehörden gemäß § 102 StPO eine Durchsuchungen anordnen, dies auch zur Nachtzeit (§ 104 StPO). Gemäß § 44 Abs. 1 StPO sind sie in Verwahrung zu nehmen oder in anderer Weise sicherzustellen; ihre Einziehung (§§ 73 ff. StGB) oder Beschlagnahme ist möglich (§ 94 Abs. 2 StPO, § 111b StPO, § 111c StPO).